# 宗重望

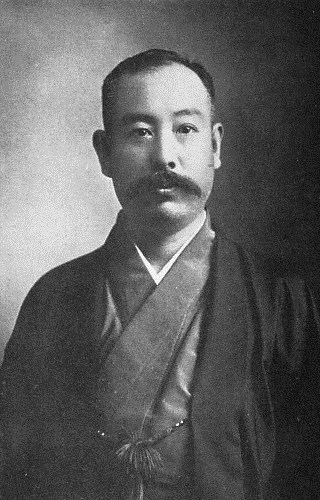
宗重望

宗 重望（そう しげもち、1867年8月26日（慶応3年7月27日）- 1923年（大正12年）3月26日）は、明治から大正期の政治家、華族。貴族院伯爵議員。宗氏第36代当主。幼名・直丸。号・星石。

## 経歴
対馬府中藩主・宗義達（重正）の長男として生まれる。父の死去に伴い、1902年（明治35年）6月7日に伯爵を襲爵した。
日清戦争時に対馬義勇団を組織。1898年（明治31年）宮内省式部職掌典に就任。その他、英照皇太后御一周年祭祭官などを務めた。
1904年（明治37年）7月10日、貴族院伯爵議員に選出され、1907年（明治40年）12月18日に辞職した。
1923年3月、東京府荏原郡大森町（現大田区）の別邸で死去した。

## 人物
文人画の知識が豊富で、東京南画会会長などを務めている。

## 親族
- 妻 宗尚子（ひさこ、松園尚嘉長女、九条道孝養女）[1]
- 養子・従兄弟 宗武志（宗氏第37代当主、貴族院伯爵議員、叔父黒田和志四男）[1]。重望の父と和志はともに宗義和の子で、重望没後、従弟の武志が養嫡子となった。
- 弟 氏家正誼[1]
- 妹 全子（松平武修夫人）、績子（酒井忠道夫人）[1]